# جاك كومن
جاك كومن (بالإنجليزية: Jack Common)‏ (15 أغسطس 1903 في المملكة المتحدة - 20 يناير 1968 في المملكة المتحدة)؛ روائي بريطاني.